# Don Broco
I Don Broco (stilizzato DON BROCO) sono un gruppo rock britannico di Bedford formato nel 2008. La band è formata da Rob Damiani (front man), Simon Delaney (chitarrista), Tom Doyle (bassista), Matt Donnelly (batterista e seconde voci). Il loro primo album, Priorities, viene pubblicato il 13 agosto 2012, seguito da Automatic il 7 agosto 2015 e da Technology il 2 febbraio 2018.

## Storia del gruppo

### Formazione e le prime tournée (2008-2010)
Il gruppo nasce prima dell'università, durante gli anni del liceo alla Beford Modern School, quando tennero i primi concerti. Tuttavia non divennero una band vera e propria fino a dopo l'università. Damiani, Delaney, Donnelly e Rayner frequentavano la stessa scuola superiore.
Inizialmente il gruppo cambiò nome diverse volte. Uno dei nomi adottati su “Club Sex”. L'idea originale per il nome finale era “Don Loco”, ma fu cambiato in Don Broco dopo un infortunio del chitarrista durante una partita di calcio.
La prima tournée risale al novembre 2008 quando suonarono in vari locali inglesi. Visitarono Leeds, Birmingham, Manchester, Watford e molte altre città.
Nel 2009 suonarono al Camden Crowl e al Download Festival. Aprirono anche i concerti di Enter Shikari a maggio dello stesso anno.
Sia nel 2009 sia nel 2010 suonarono all'Underage Festival al Victoria Park di Londra. Nel 2010 si esibirono sul palco Red Bull Bedroom Jam del Sonisphere. Aprirono nuovamente per Enter Shikari a dicembre per entrambi i loro concerti di Natale al Hatfield Forum. A settembre dello stesso anno si esibirono ad un festival locale chiamato Amersham Summer Festival.

### Big Fat Smile(2011)
Big Fat Smile fu prodotto da Matt O'Grady che si occupò anche dell'ingegneria del suono mentre John Mitchell del mixaggio.
A gennaio uscì il video di “Beautiful Morning”, diretto da Lawrence Hardy. Il mese successivo la canzone fu lanciata come singolo. L'EP uscì il 14 febbraio 2011.
Ad aprile e maggio 2011 si unirono a We Are The Ocean come gruppo d'appoggio insieme a Lower Than Atlantis e Veara. A maggio termiarono il loro terzo tour del Regno Unito, appoggiati da Burn The Fleet. In questo periodo suonarono all'Alternative Escape Festival di Brighton con Deaf Havana, all'Hub Festival di Liverpool e Slam Dunk Noth e South.
Durante l'estate del 2011 suonarono a vari festival tra cui Download, Sonosphere, Hevy Festival, Liverpool Sound City, Slam Dunk, The Great Escape Festival e Reading e Leeds sul palco di BBC Introducing, un programma della BBC che copre anche l'area di Bedford, il loro paese natale.
Il video per “We Are On Holiday”, il lato B del singolo “Dreamboy”, fu pubblicato ad agosto. Il 22 divenne disponibile come singolo su iTunes.

### Prioritiese la dipartita di Reyner (2012-2013)
I Don Broco supportarono Four Year Strong durante il loro tour del Regno Unito nei mesi di gennaio e febbraio del 2012. In questo periodo, poco prima dell'uscita del loro primo album, Luke Reyner lasciò il gruppo per motivi di impegno e interesse, ma è ancora in buoni rapporti con i membri attuali. Il gruppo si esibì al Hit The Deck Festival a Bristol e Nottingham, il Great Escape Festival di Brighton, il festival di Slam Dunk a Leeds, Hertfordshire e Cardiff il Redfest 2012. Avrebbero aperto i concerti di Future ad aprile, ma il tour fu rinviato a luglio.
Il 23 marzo 2012 annunciarono di aver firmato con la Search and Destroy Records un'unione tra Raw Power Management e Sony Music. Il primo singolo, Priorities, fu lanciato il 20 maggio mentre 
l'album, dallo stesso nome, il 13 agosto. Il bassista originale, Reyner, fu rimpiazzato da Tom Doyle. Ad aprile aprirono le date di Dublino e Belfast per You Me at Six al posto di Kids In Glass Houses, The Skints e Mayday Parade in seguito al rinvio della tournée a causa dei problemi salute di Josh Franceschi, il cantante di You Me at Six. Nei mesi di aprile e maggio supportarono The Used insieme a Marmozets. 
Il giorno dell'uscita dell'album Priorities, il 13 agosto 2012, uscì anche il secondo singolo, Actors. Il 20 settembre Hold On fu presentata come terzo singolo. Poco dopo, nell'autunno dello stesso anno, supportarono Lower Than Atlantis insieme a The Dangerous Smmer e Gnarwolves. Subito dopo si esibirono in vari locali in tutta Europa con Young Guns e Your Demise. A novembre fu annunciata la loro partecipazione al Rock Sound Riot Tour 2012, così come quella di gruppi come Billy Talent e Awolnation.
Tra febbraio e aprile 2013 furono occupati dalla loro prima tournée nel Regno Unito. Per le date di febbraio e marzo furono appoggiati da Mallory Knox e Hey Vanity, mentre da Pure Love e Decade per quelle di aprile. Il 3 febbraio fu annunciato che i biglietti per tutte le date di quel mese erano già esauriti.
Il 30 marzo 2013 si esibirono alla O2 Academy di Liverpool per il Radstock Festival. Tra il 23 e il 25 agosto suonarono sul palco principale dei festival di Reading e Leeds. Conclusero il 2013 con l’uscita di “You Wanna Know” come singolo indipendente per poi pubblicare un EP contenente vari remix della canzone.

### Automatice la firma con la SharpTone Records (2014-2017)
I Don Broco dichiararono di volersi concentrare sulla creazione di un nuovo album per poi annunciare un tour dopo la sua uscita. Fu annunciato che si sarebbero uniti a You Me at Six per la loro tournée britannica tra marzo e aprile insieme a Young Kato.
Nel tardo agosto fu anche annunciato che avrebbero partecipato al Kerrang! Tour come uno dei gruppi principali a febbraio del 2015. Lo stesso mese avrebbero anche appoggiato il gruppo pop rock We Are the In Crowd e i gruppi metalcore Bury Tomorrow e Beartooth.
Il 23 novembre 2014 uscì il primo singolo del nuovo album, “Money Power Fame”, attraverso il programma “Rock Show” di BBC Radio 1. il secondo singolo, “Fire”, divenne disponibile online il 26 gennaio 2015. Il 7 aprile “What You Do to Me” divenne il terzo singolo e fu seguito dai video musicali per, rispettivamente, “Automatic” e “Superlove”.
L'album, Automatic, uscì il 7 agosto 2015 in versione sia standard che deluxe. La versione deluxe contiene quattro tracce in aggiunta alle dieci standard. Due di queste sono i singoli Money Power Fame e You Wanna Know.
Nell'aprile 2016 appoggiarono Bring Me The Horizon durante il loro tour europeo.
Il 15 maggio fu annunciata la loro presenza come atto di supporto di 5 Seconds of Summer per le date dal 15 aprile e l'8 giugno del tour Sounds Live Feels Live.
Il 24 giugno il gruppo firmò con la SharpTone Recods, la casa discografica di Shawn Keith e Markus Staiger, CEO della Nuclear Blast.
"Everybody" uscì il 16 luglio 2016 along accompagnato da un video musicale diretto dalla Dominar Films.
Il 21 ottobre il video di “You Wanna Know” fu aggiunto al canale YouTube della SharpTone Records. I Don Broco annunciarono anche che “Automatic” sarebbe stato distribuito negli Stati Uniti l'11 novembre attraverso la nuova casa discografica. I video per “Money Power Fame”, “Superlove” e “Automatic” furono aggiunti al canale prima dell'uscita dell'album.
Il 25 giugno 2017 la band apre il concerto a Firenze dei Prophets of Rage e dei System of a Down.

### Technology(2017–presente)
I singoli estratti dal loro terzo album Technology sono cinque: "Pretty", "Technology", "Stay Ignorant", "T-Shirt Song" e "Come Out to LA", oltre alla già conosciuta "Everybody". Inoltre, la band si è esibita in uno show sold out all'Alexandra Palace di Londra l'11 novembre 2017, il loro più grande concerto fino ad ora.
Technology è stato pubblicato il 2 febbraio 2018, tramite SharpTone Records. L'uscita dell'album è stata accompagnata da un tour britannico sold out.
Tra marzo ed aprile la band si è esibita negli USA, aprendo i concerti degli Our Last NIght in tutta la nazione.
Nell'estate del 2018, la band ha preso parte all'ultimo Warped Tour della storia.

## Stile musicale
Il loro stile è stato definito rock alternativo, pop rock e post-hardcore. AltSound definì il loro album di debutto, Priorities, come tutti e tre. La loro recensione dice anche che alcune 
canzoni hanno un certo groove, “Hold On” in particolare dicendo che possiede un “groove sexy aiutato dal carisma del cantante e un testo onesto su un incontro ravvicinato di genere femminile”. AlreadyHeard definì l'album come rock alternativo, ma elogiando la sua varietà di mood che variano da brani energici ad altri più “cheeky”. Una recensione di Virtual Festivals riguardante la loro performance al festival di Leeds 2013 parlava di un grande cambiamento in termini di stile rispetto ai loro primi brani, per esempio quelli degli EP Living The Dream e Thug Workout. Per questo, secondo loro, molti membri del pubblico non furono soddisfatti e che il nuovo materiale era piatto per il suo ritmo più lento e lo stile dei testi da “lettera d'amore”. 
RockFreakes.Net definì Thug Workout come un misto di nu metal e post hardcore per la presenza sia di versi rap che screamo, paragonando il loro stile a quello di A Day to Remember. Le recensioni di Big Fat Smile, il loro terzo EP, lo proclamarono rock con elementi di pop rock. Rock Sound chiamò l'album un “buon mix di riff rock, contenuti sarcastici e una gioviale sensibilità pop” con il supporto di Alter the Press! che li aggiunse alle “speranze rock inglesi per il 2011”.

## Formazione
Attuale
- Rob Damiani – voce (2008-presente)
- Simon Delaney – chitarra (2008-presente)
- Matt Donnelly – batteria, voce (2008-presente)
- Tom Doyle – basso, programmazione (2012-presente)

Turnisti
- Adam Marc – tastiera, campionatore, cori (2014-presente)

Ex componenti
- Luke Reyner – basso (2008-2012)

## Discografia

### Album in studio
- 2012 – Priorities
- 2015 – Automatic
- 2018 – Technology
- 2021 – Amazing Things

### EP
- 2008 – Living the Dream
- 2008 – Thug Workout
- 2011 – Big Fat Smile
- 2013 – You Wanna Know

### Singoli
- 2011 – Beautiful Morning
- 2011 – Dreamboy
- 2012 – Priorities
- 2012 – Hold on
- 2013 – Whole Truth
- 2013 – You Wanna Know
- 2015 – Automatic
- 2015 – Superlove
- 2016 – Everybody
- 2017 – Pretty
- 2017 – Technology
- 2017 – Stay Ignorant
- 2017 – T–Shirt Song
- 2017 – Come Out to LA
- 2019 – Half Man Half God
- 2019 – Action
- 2021 – Manchester Super Reds No.1 Fan
- 2021 – Gumshiels
- 2021 – One True Prince
- 2022 – Fingernails

### Apparizioni in compilation
- 2018 – 2018 Warped Tour Compilation, con Stay Ignorant
- 2019 – Punk Goes Acoustic 3, con Come Out to LA

## Sitografia
- Lucy Pryor. "Interview – Don Broco". Brumlive.com. Burmingham Live.
- Harry Hawcroft. "Don Broco - Interview". Contactmusic.com. Contact Music.
- Glen Ferris. interview "Don Broco interview: What do You Wanna Know?". Redbull.com. Red Bull.
- "Don Broco (performer's page)". eFestivals.
- Broco "Don Broco - Beautiful Morning video". NME. *"SONISPHERE 2011 LINE UP COMPLETED". Rocksound.tv. RockSound
- "Reading and Leeds - 2011 - Don Broco". BBC. 2011-08-28.
- "Don Broco release new song and video online". LocalScene UK. 2011-08-13.
- Bhamra, Satvir (2011-10-11). on-uk-tour/ "Don Broco to support Four Year Strong on UK Tour"[collegamento interrotto]. Amplified. *"Luke Rayner Leave Don Broco". Hitthefloor.com. Hit The Floor Magazine.
- "Don Broco at Hit The Deck Festival 2012" Archiviato l'11 gennaio 2014 in Internet Archive.. F Yeah Don Broco. 2012-03-07. Retrieved 2013-08-21. *"Don Broco at the Great Escape Festival 2012" Archiviato il 27 novembre 2013 in Internet Archive.. F Yeah Don Broco. 2012-02-29
- "Don Broco at Slam Dunk 2012!" Archiviato l'11 gennaio 2014 in Internet Archive.. F Yeah Don Broco. 2012-02-29. *"DON BROCO / Definitely recommended!”. Entertaimnet.wordpress.com. 2012-11-20.
- Sayce, Rob (3 January 2013). now "DON BROCO: For Bedford's finest, anything could happen in the next 12 months..."[collegamento interrotto]. Rocksound Magazine (183): 58. *"You me At Six Reveal UK Tour Supports" Archiviato il 25 febbraio 2014 in Internet Archive.. Rocksound.com. Rocksound.
- Carter, Emily. "First two bands on Kerrang! tour 2015 revealed". Kerrang.com. Kerrang!.
- "Don Broco return with explosive new single 'Money Power Fame'" Archiviato il 4 febbraio 2015 in Internet Archive.. Rocksound.tv. Rocksound.
- Carter, Emily. "Don Broco unleash brand new track, Fire". Kerrang.com. Kerrang!. *77/?type=1 "DON BROCO - Timeline Photos - Facebook". Facebook.com.
- 77/?type=3&theater "DON BROCO - Joining 5 Seconds of Summer for all these... - Facebook". *[collegamento interrotto].
- DonBrocoVEVO (16 July 2016). "Don Broco - Everybody (Explicit)" – via YouTube.
- SharpTone Records (21 October 2016). "DON BROCO - You Wanna Know (OFFICIAL MUSIC VIDEO)" – via YouTube.
- Candi H. "Review: Don Broco – Priorities [Album]". Hangout.altsounds.com/. AltSounds.
- "Album Review: Don Broco - Priorities". Alreadyheard.com. AlreadyHeard.
- Ali Ryland. "Don Broco at Leeds Festival 2013 review". Virtualfestivals.com. Virtual Festivals.
- "Don Broco Thug Workout EP". Rockfreaks.net. RockFreaks.Net.
- Andy Ritchie. "DON BROCO - BIG FAT SMILE" Archiviato l'11 gennaio 2014 in Internet Archive.. Rocksound.tv. RockSound.
- Sean Reid. "Album Review: Don Broco - Big Fat Smile". Alterthepress.com. Alter The Press!.